# Alyssa Lagonia
Alyssa Ann Lagonia (* 30. Juni 1989 in Kitchener, Ontario) ist eine italienisch-kanadische Fußballspielerin.

## Karriere

### Verein
Lagonia startete ihre Karriere für die Grand River Renegades, dem Athletic Team des Grand River Collegiate Institutes, wo sie drei Jahre lang Business studierte. In ihrer Uni-Zeit an der Wilfrid Laurier University spielte sie für das Women-Soccer Team der Uni den Golden Hawks und die 2008 und 2009 Sommer-Saison der W-League für Toronto Lady Lynx. Die Saison 2010 und 2011 spielte sie während der Universitätszeit für die Ottawa Fury. In der Saison 2011 wurde sie zum Canadian University Player Of The Year gekürt.
Die Mittelfeldspielerin wechselte am 10. März 2012 zum englischen FA WSL Verein Doncaster Rovers Belles. Nach nur einem Jahr verließ sie England und wechselte in das Land ihrer Vorfahren, Italien. Dort unterschrieb sie am 25. Januar 2013 in Verona mit ASD CF Bardolino. Im Sommer 2014 wechselte sie in die Schweiz zum FC Neunkirch. Nachdem sie 8 Tore in 22 Spielen für Neunkirch in der Saison 2014/2015 erzielt hatte, wurde sie mit Start der Saison 2015/2016 Mannschaftskapitänin des FC Neunkirch. Nach dem Ende des Frauenfußballs beim FC Neunkirch im Mai 2017 hielt sie sich beim Kitchener SC fit. Am 5. August 2017 unterschrieb sie beim UEFA Women’s Champions League Teilnehmer und zypriotischen Meister Apollon Ladies FC. Nach zwei Jahren in Zypern wechselte Lagonia im Herbst 2019 in die Schweiz, wo sie am 13. September 2019 beim Servette FCCF unterschrieb.

### Nationalmannschaft
Lagonia ist internationale Spielerin für die Kanadische Fußballnationalmannschaft der Frauen und gab ihr A-Länderspieldebüt im März 2009 gegen Neuseeland im Rahmen des Zypern Cups. Zuvor lief sie in sechs Spielen für die U-20 Kanadas auf und erzielte dabei drei Tore.

## Trainer-Karriere
Im Mai 2009 trainierte sie für eine kurze Zeit Jungen und Mädchen im D-Jugend Alter des South Huron Soccer Club in Exeter.

## Privates
Seit 2011 ist sie Senior Instructor bei der kanadischen in Kitchener, Ontario ansässigen Sportagentur Elite Athletes.

## Erfolge
- 2011: Canadian University Player Of The Year[19]
- Schweizer Meister 2021